# Konference v Ning-tu
Konference v Ning-tu (čínsky v českém přepisu Ning-tu chuej-i, pchin-jinem Níngdū huìyì, znaky zjednodušené 宁都会议, tradiční 寧都會議) bylo zasedání centrálního byra Komunistické strany Číny začátkem října (nejspíše 3.–8. října 1932) ve vesnici Siao-jüan v okrese Ning-tu v provincii Ťiang-si. Jednání proběhlo v centrální sovětské oblasti Čínské sovětské republiky krátce po úspěšném odražení třetí obkličovací kampaně kuomintangských vojsk. Předmětem jednání bylo zhodnocení letní kampaně komunistických vojsk oblasti, hodnocení přešlo v ostrou kritiku strategie a chování jednoho z účastníků a komisaře vojsk oblasti, Mao Ce-tunga. Výsledkem konference bylo odvolání Mao Ce-tunga z velení nad vojsky a další personální změny. K řízení vojsk se Mao vrátil až po konferenci v Cun-i začátkem roku 1935.

## Centrální byro ÚV
Konference se zúčastnili členové centrálního byra ÚV KS Číny. Centrální byro bylo nejvyšším stranickým orgánem v centrální sovětské oblasti a tedy mělo rozhodující slovo ve všech politických i jiných záležitostech, podřizovaly se mu jak administrativa oblasti, tak komunistické ozbrojené síly regionu, 1. front čínské Rudé armády. V čele byra stál s titulem tajemníka Čou En-laj, který s Mao Ce-tungem (komisař 1. frontu), Ču Tem (vrchní velitel čínské Rudé armády a velitel 1. frontu) a Wang Ťia-siangem (řídil politickou práci ve vojsku) na velitelství 1. frontu řídil bojové operace. Titul zástupce tajemníka drželi Žen Pi-š’ a Siang Jing; Žen Pi-š’ s pomocí Siang Jinga a ostatními členy byra řídil stranickou práci a vládní administrativu centrální sovětské oblasti z hlavního města oblasti, Žuej-ťinu.

## Situace před konferencí
Po svém příchodu do centrální sovětské oblasti v Ťiang-si v lednu 1932 převzal Čou En-laj celkové vedení regionu, jako nejvýše postavený přítomný člen stranického vedení. Soustředil se na vojenské operace, kde se vzápětí vyvstal konflikt s Mao Ce-tungem: totiž politbyro v Šanghaji (a tamní Dálněvýchodní byro Kominterny) požadovaly útok na město Kan-čou (v rámci širšího plánu na dobytí provincie), zatímco Mao považoval Kan-čou za příliš obtížný cíl nad síly 1. frontu. Čou sice rozuměl Maovým obavám a sám je předložil vedení v Šanghaji, ale opakovaný příkaz k útoku splnil. Útok byl neúspěšný. Na následující konferenci centrálního byra v březnu 1932 o dalším postupu většina zamítla Maův návrh na přenesení těžiště bojů na sever a dobytí severovýchodu Ťiang-si a místo toho rozhodla soustředění se na jih: o vyslání 3. (Pcheng Te-chuajova) sboru na západní břeh řeky Kan ve snaze o vytvoření spojení se sovětskou oblasti v jihovýchodním Chu-nanu, a Mao měl s 1. a 5. sborem operovat v západním Fu-ťienu. S rozdělením sil bylo i zrušeno velitelství 1. frontu.
Po celkem úspěšných bojích ve Fu-ťienu (které ovšem v Šanghaji považovali za málo aktivní a požadovali útočnější strategii) a v souvislosti s přípravou na čtvrtou obkličovací kampaň kuomintangských vojsk (která se soustředila na druhé sovětské oblasti) v červnu centrální byro rozhodlo o obnovení velitelství 1. frontu (komisař Čou En-laj, velitel Ču Te) a jmenování Čou En-laje předsedou výboru pro mobilizaci zdrojů a vedení vojenských operací. Čou En-laj se snažil Maovi (formálně pouze členu centrálního byra a  ústřední vojenské komise) přidat oficiální autoritu a v červenci na centrálním byru a u politbyra v Šanghaji prosadil jeho jmenování komisařem 1. frontu s tím, že si sám ponechá celkový dohled nad operacemi.
Vedení v Šanghaji požadovalo aktivní útočné operace, které by pomohly druhým napadeným sovětským oblastem, nicméně v červenci – září Čou a Mao sice podnikli několik útoků na méně významná města, útoku na silně bráněná velká města (Nan-čchang) se však vyhnuli. Za to a za drobení sil byli kritizováni jak členy centrálního byra v Žuej-ťinu, tak politbyrem a představiteli Kominterny v Šanghaji. Ke zhodnocení letní kampaně a prodiskutování dalších operací bylo proto na začátek října svoláno další jednání centrálního byra.

## Konference a její výsledky
Jednání byra se účastnilo jeho osm členů, ze Žuej-ťinu přišli Žen Pi-š’, Siang Jing, Ku Cuo-lin a Teng Fa; z fronty přišli Čou En-laj, Mao Ce-tung, Ču Te a Wang Ťia-siang. Konferenci předsedal Čou En-laj. Na konferenci se jednání posunulo od hodnocení průběhu vojenských operací k hodnocení charakteru a chování Mao Ce-tunga, když mu ostatní vytýkali nedodržování stranické disciplíny, ba přímo aroganci. Jeho vojenskou strategii hodnotili jako poraženectví a pasivní váhavost. Kritizovala ho většina, zřejmě včetně Čou En-laje, nejostřeji Žen Pi-š’ a Siang Jing. Podpořil ho pouze Wang Ťia-siang (za což mu byl Mao vděčný ještě po mnoha letech) a patrně i Ču Te. Čou En-laj zaujal pro něj typický kompromisní postoj, když akceptoval výtky, které padaly i na jeho hlavu (jakožto osoby v posledku zodpovědné za vojenské operace) a připouštěl vlastní chyby, nicméně také mírnil Maovu kritiku a žádal jeho ponechání ve velení, byť pod jeho (Čouovým) dohledem.
Výsledkem konference byl odchod Mao Ce-tunga z funkce politického komisaře 1. frontu, novým komisařem se 26. října stal Čou En-laj. Vyměněn byl i náčelník štábu frontu, když Jie Ťien-jinga nahradil Liou Po-čcheng. 1. frontu poté veleli Čou En-laj, Ču Te, Wang Ťia-siang a Liou Po-čcheng, i nadále s rozhodujícím slovem Čou En-laje. Mao Ce-tung se prohlásil za nemocného a později byl pověřen prací ve vládě sovětu. K řízení vojenských operací nebyl připuštěn do konference v Cun-i, již na Dlouhém pochodu.